# Longueuil
Longueuil é uma cidade localizada na província canadense de Quebec. A sua área é de 283,73 km², sua população é de 348 091 habitantes, e sua densidade populacional é de 1 226,8 hab/km² (segundo o censo canadense de 2001). A cidade foi fundada em 1657, e incorporada em 1920. Faz parte da área metropolitana de Montreal. Está situado ao sul do Rio São Lourenço, e ao sul da Ilha de Montreal.